# R Charleroi SC
Royale Charleroi Sporting Club är en belgisk fotbollsklubb från Charleroi. Hemmamatcherna spelas på Stade du Pays de Charleroi. Pär Zetterberg spelade i klubben mellan åren 1991 och 1993.

## Meriter
- Silver i 1. Division: 1968/69
- Finalist nationella cupen: 1978, 1993

## Placering tidigare säsonger
| Säsong  | Nivå | Liga           | Placering | Referens | Notering |
| ------- | ---- | -------------- | --------- | -------- | -------- |
| 2016/17 | 1    | Jupiler League | 5         | [ 1 ]    |          |
| 2017/18 | 1    | Jupiler League | 6         | [ 2 ]    |          |
| 2018/19 | 1    | Jupiler League | 9         | [ 3 ]    |          |
| 2019/20 | 1    | Jupiler League | 3         | [ 4 ]    |          |
| 2020/21 | 1    | Jupiler League | 13        | [ 5 ]    |          |
| 2021/22 | 1    | Jupiler League |           | [ 6 ]    |          |

## Trupp
| Nr | Land             | Pos | Namn                   |
| -- | ---------------- | --- | ---------------------- |
| 4  | Syrien           | F   | Aiham Ousou            |
| 5  | Frankrike        | MF  | Etienne Camara         |
| 7  | Belgien          | A   | Isaac Mbenza           |
| 8  | Norge            | A   | Jakob Napoleon Romsaas |
| 9  | Palestina (stat) | A   | Oday Dabbagh           |
| 10 | Elfenbenskusten  | MF  | Parfait Guiagon        |
| 15 | Norge            | F   | Vetle Dragsnes         |
| 17 | Belgien          | MF  | Antoine Bernier        |
| 19 | Serbien          | A   | Nikola Štulić          |
| 20 | Frankrike        | A   | Freddy Mbemba          |
| 21 | Cypern           | F   | Stelios Andreou        |
| 22 | Algeriet         | MF  | Yassine Titraoui       |
| 24 | Belgien          | F   | Mardochee Nzita        |
| 25 | Belgien          | A   | Antoine Colassin       |

| Nr | Land            | Pos | Namn              |
| -- | --------------- | --- | ----------------- |
| 28 | Ghana           | A   | Raymond Asante    |
| 29 | Slovenien       | F   | Žan Rogelj        |
| 30 | Elfenbenskusten | MV  | Mohamed Koné      |
| 32 | Marocko         | F   | Mehdi Boukamir    |
| 33 | Belgien         | MV  | Théo Defourny     |
| 55 | Belgien         | MV  | Martin Delavallée |
| 56 | Marocko         | MF  | Amine Boukamir    |
| 60 | Belgien         | MV  | Nicolas Closset   |
| 66 | Belgien         | MF  | Noam Mayoka-Tika  |
| 80 | Belgien         | A   | Youssuf Sylla     |
| 95 | Frankrike       | F   | Cheick Keita      |
| 98 | Martinique      | F   | Jeremy Petris     |
| 99 | Belgien         | A   | Anthony Descotte  |
|    | Haiti           | A   | Mondy Prunier     |

### Utlånade spelare
| Nr | Land | Pos | Namn |
| -- | ---- | --- | ---- |

## Kända spelare
- Ryota Morioka